# Da Kurlzz
Da Kurlzz, vlastním jménem Matthew Alexis Busek (*1. dubna 1982 Los Angeles, Kalifornie), je americký bubeník, zpěvák a bývalý člen rap rockové americké kapely Hollywood Undead.

## Kariéra
Byl čtvrtým členem, který se přidal do skupiny Hollywood Undead, v které hrál na perkusní bubny a doprovodně zpíval. Busek opustil kapelu v červnu 2017, aby se mohl věnovat jiným zájmům. S kapelou se rozešel v dobrém. Upoutávku na svou sólovou hudbu vydal 16. října 2017 a 12. srpna 2021 vydal svůj debutový singl „The Know It Alls“ pod novým pseudonymem Magic Eyes.

## Diskografie
Hollywood Undead
- Swan Songs (2008)
- Desperate Measures (2009)
- American Tragedy (2011)
- Notes from the Underground (2013)
- Day of the Dead (2015)

Magic Eyes
- „The Know it Alls“ (2021)